# Klooster van Erwetegem

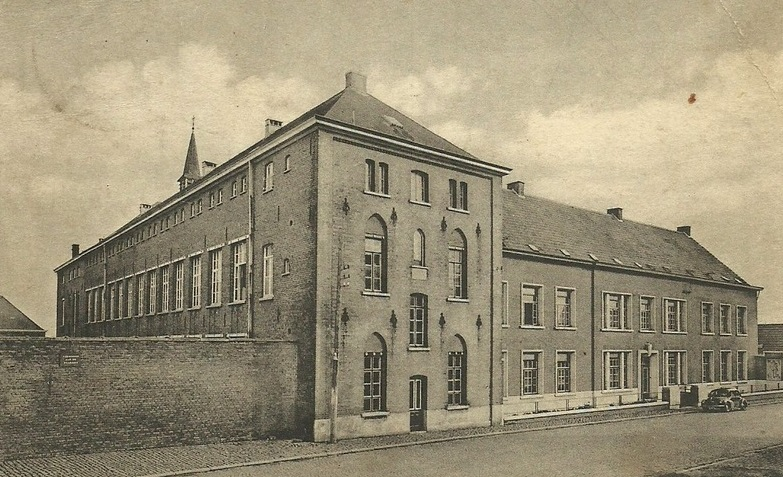

Het Klooster van Erwetegem is een voormalig klooster aan de Kloosterstraat (N462) in Erwetegem, een deelgemeente van de Belgische stad Zottegem.
Het klooster werd gebouwd in 1906. De Zusters Dominicanessen van Zottegem maakten er in 1908 hun hoofdklooster van. Het bas-reliëf aan de straatgevel verwijst naar de volkse interpretatie van de dominicanessennaam, ‘domini canes’ of ‘trouwe viervoeters van de heer’. In 1907 stichtten de zusters een lagere school in het klooster. Er kwam een weeshuis en later werd er een internaat opgericht. Tijdens de Tweede Wereldoorlog verbleven tientallen joodse meisjes tijdens de zomermaanden in het klooster. Na de Tweede Wereldoorlog richtten de Zusters een kolonie voor zwakke kinderen op. In 1991 nam vzw Den Boomgaard uit Lierde het gebouw en de activiteiten over (Centrum voor Kinderzorg en Gezinsondersteuning Zonneheuvel). Tot 2019 bevonden zich verschillende OCMW-diensten in het klooster. In de gebouwen bevindt zich de stedelijke speelgoeduitleendienst Zibotheek. Het voormalige klooster werd gerestaureerd en omgevormd tot een centrum voor opleidingen en trainingen met logies 'K40' . In 2022 ontstond ophef over een mogelijke verbouwing tot appartementsblok. In 2023 werden er kortfilms gedraaid door NARAFI-studenten.

## Afbeeldingen

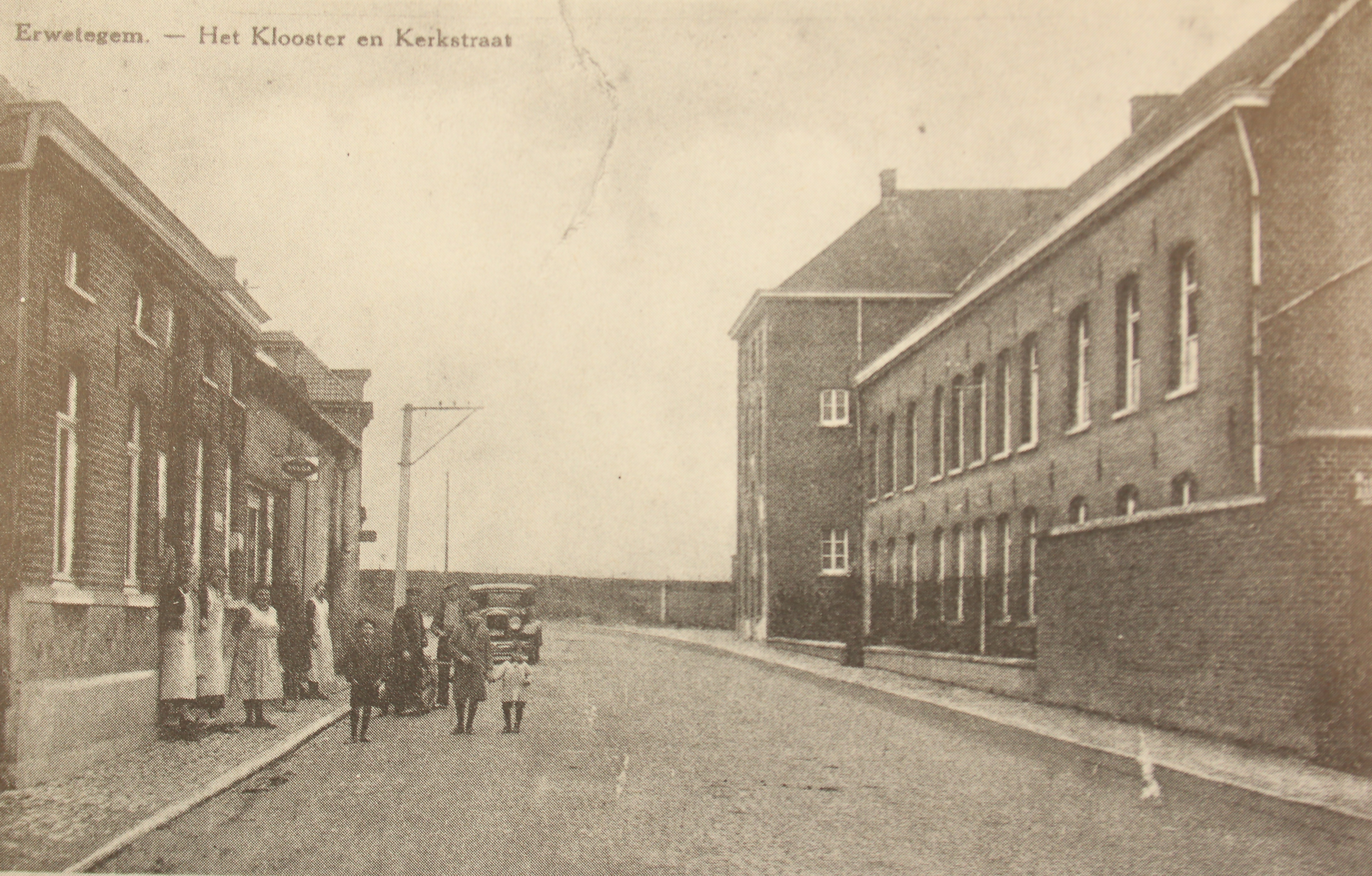
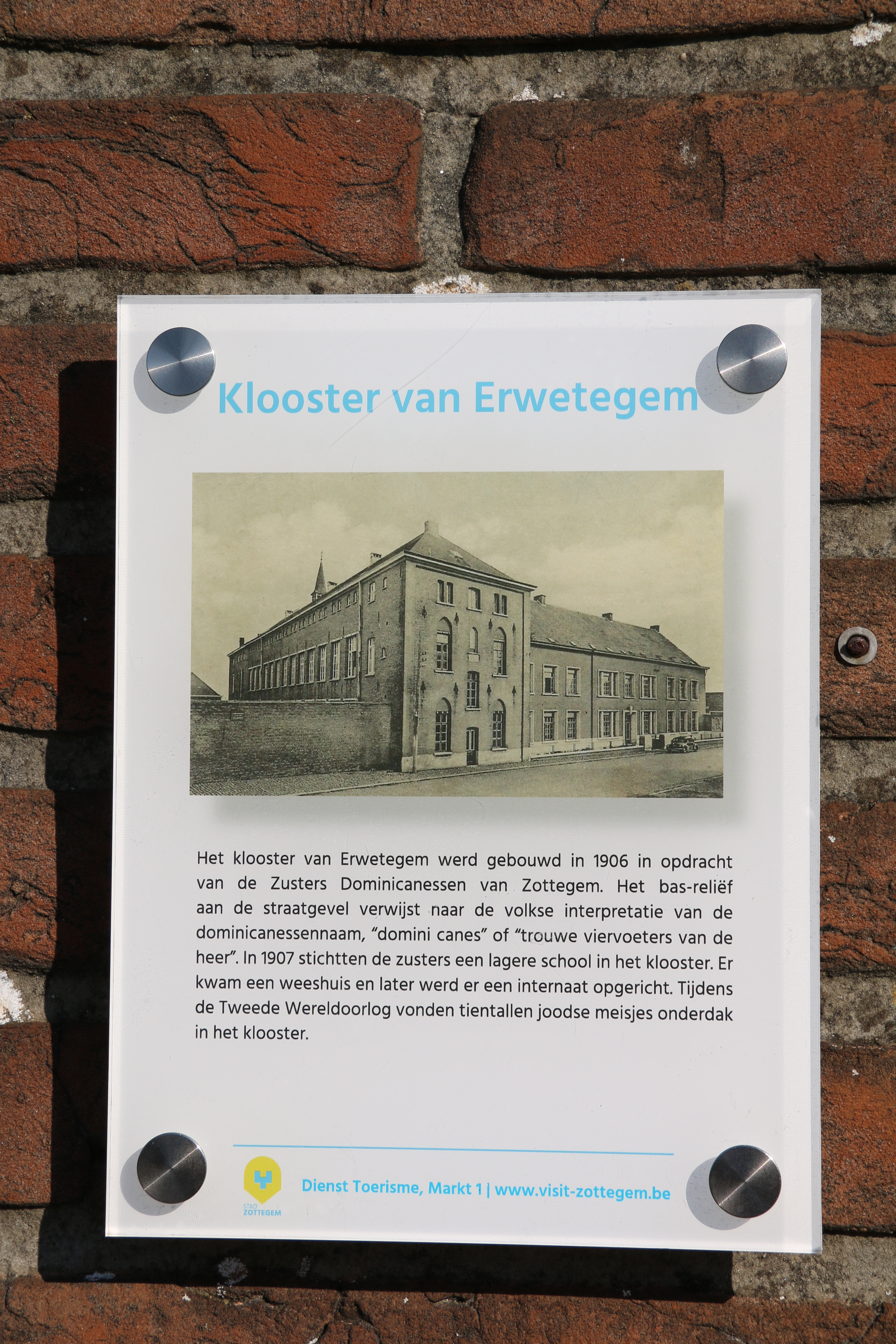
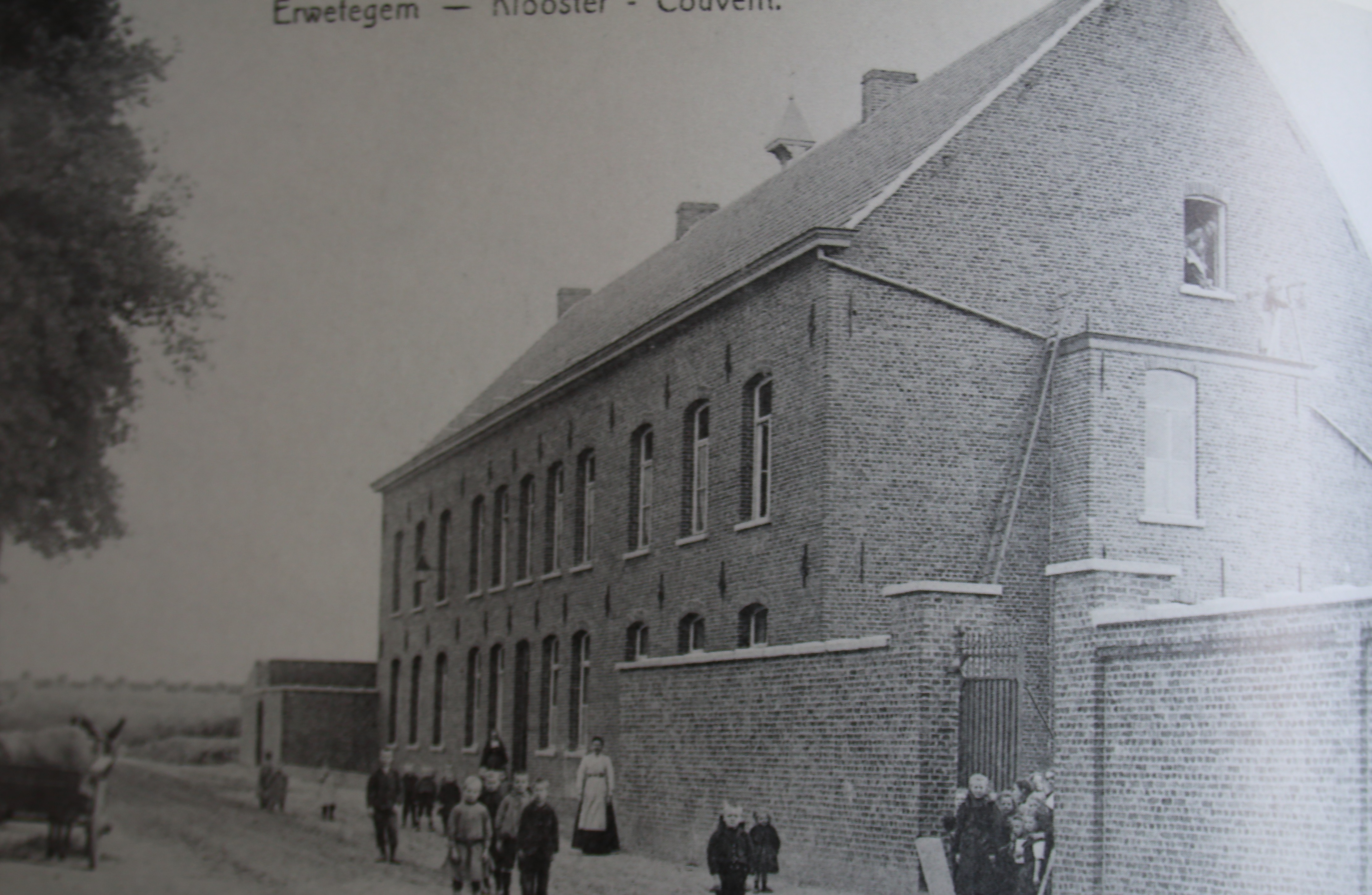
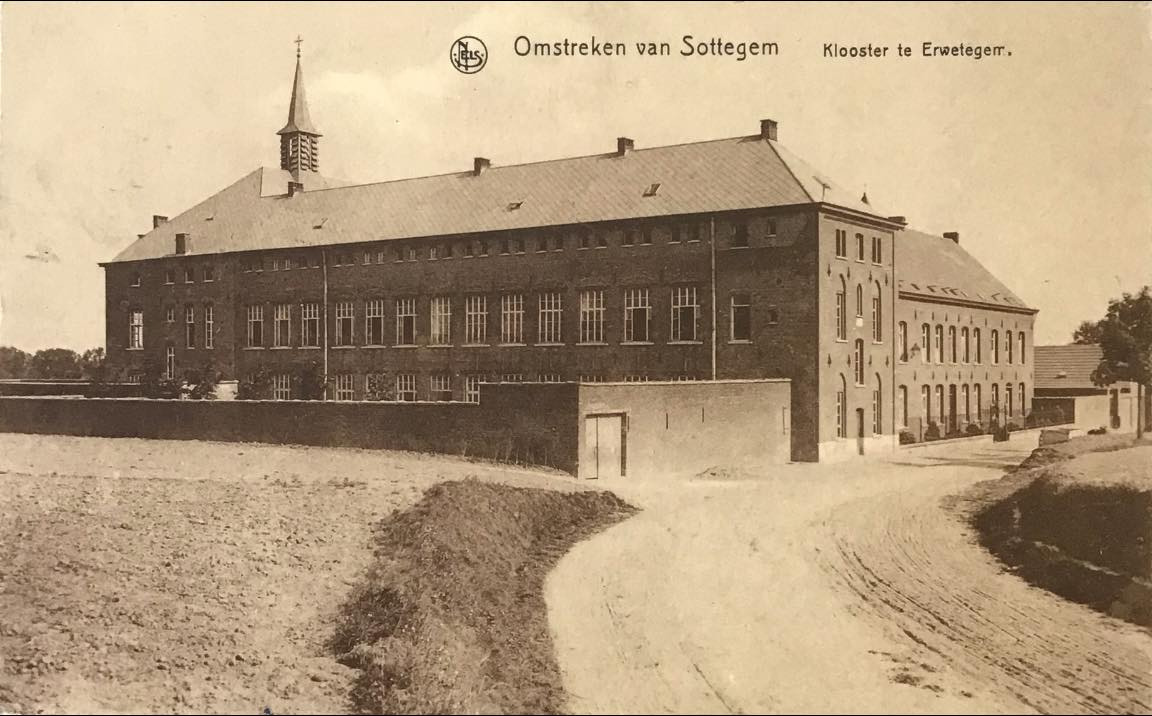
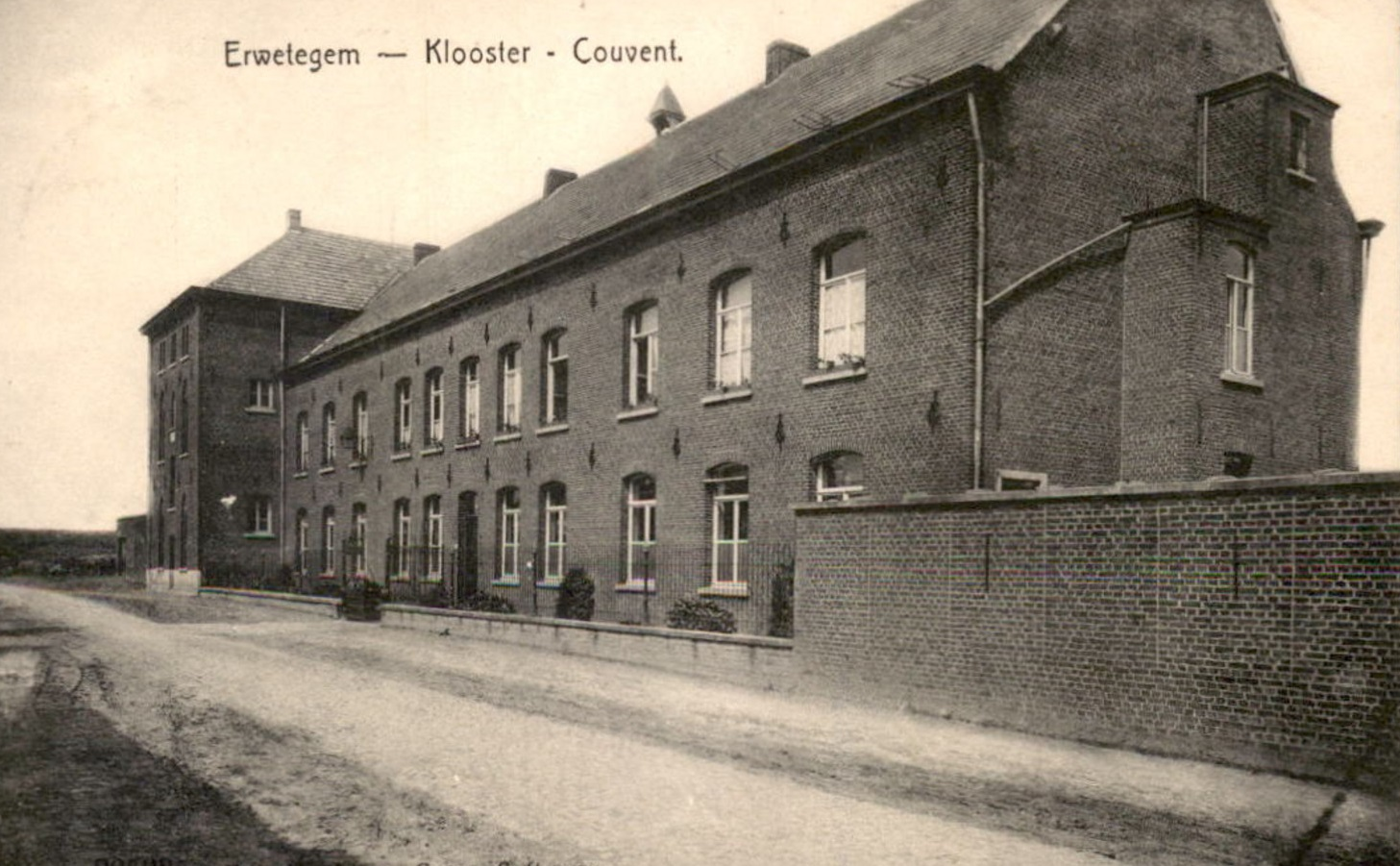